# 比奇伍德站
比奇伍德站（英語：Beechwood）是一個位於愛爾蘭都柏林的都柏林轻轨站，在2004年通車。都柏林公車路線11、44和61均能到達此站。

## 歷史
車站前身為哈考特街線的車站，由都柏林，威克洛和韦克斯福德鐵路建造，路線在1854年通車，拉納拉和拉思迈因斯站在1896年成為增設車站，兩站兩個月台均設有月台大樓。車站在1921年重命名為拉納拉站，1943年把木造月台換成混凝土月台。隨著使用人次下降，鐵路站在1958年關閉，月台和車站建築物均被拆除。
都柏林轻轨規劃期間，當局決定採用路軌原址作為轻轨比奇伍德站，在2001年動工並於2004年通車，新車站則命名為比奇伍德，而新的拉納拉站則在此車站以北約500米處。
2018年，車站月台由45米延長至55米，以迎合更長的列車和更多的乘客。